# Tài khoản vốn (kinh tế học)
Bài này nói về Tài khoản vốn của một quốc gia. Về tài khoản vốn của một doanh nghiệp, xin xem bài Tài khoản vốn (doanh nghiệp)
Tài khoản vốn (còn gọi là cán cân vốn) là một bộ phận của cán cân thanh toán của một quốc gia. Nó ghi lại tất cả những giao dịch về tài sản (gồm tài sản thực như bất động sản hay tài sản tài chính như cổ phiếu, trái phiếu, tiền tệ) giữa người cư trú trong nước với người cư trú ở quốc gia khác. Khi những tuyên bố về tài sản nước ngoài của người sống trong nước lớn hơn tuyên bố về tài sản trong nước của người sống ở nước ngoài, thì quốc gia có thặng dư tài khoản vốn (hay dòng vốn vào ròng). Theo quy ước, dòng vốn vào ròng phải bằng thâm hụt tài khoản vãng lai.
Tài khoản tài chính (hay tài khoản đầu tư) là một bộ phận của tài khoản vốn ghi lại những giao dịch về tài sản tài chính.

## Tài khoản vốn và lãi suất

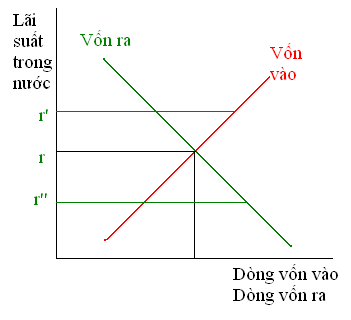
Giả sử ban đầu tài khoản vốn cân bằng tương ứng với mức lãi suất trong nước r. Khi lãi suất tăng lên mức r', tài khoản vốn trở nên thặng dư. Nếu lãi suất hạ xuống mức r, tài khoản vốn trở nên thâm hụt.

Vì vốn có quan hệ mật thiết với lãi suất. Vì thế, cân đối tài khoản vốn cũng có quan hệ mật thiết với lãi suất.
Khi lãi suất trong nước tăng lên, đầu tư vào trở nên hấp dẫn hơn, vì thế dòng vốn vào sẽ gia tăng, trong khi đó dòng vốn ra giảm bớt. Cán cân tài khoản vốn, nhờ đó, được cải thiện. Ngược lại, nếu lãi suất trong nước hạ xuống, cán cân vốn sẽ bị xấu đi.
Khi lãi suất ở nước ngoài tăng lên, cán cân tài khoản vốn sẽ bị xấu đi. Và, khi lãi suất ở nước ngoài hạ xuống, cán cân vốn sẽ được cải thiện.

## Tài khoản vốn và tỷ giá hối đoái
Khi đồng tiền trong nước lên giá so với ngoại tệ (do lãi suất trong nước tăng...), cũng có nghĩa là cầu về đồng nội tệ tăng, dòng vốn vào đang tăng lên, trong khi dòng vốn ra giảm. Kết quả là, tài khoản vốn được cải thiện.
Ngược lại, khi đồng tiền trong nước mất giá, tài khoản vốn sẽ xấu đi.